# 馬杉雲外
馬杉 雲外（ますぎ うんがい、1831年5月28日 - 1898年6月18日）は日本の儒学者、漢学者、漢詩人。幕末には勤王派の志士として、明治維新後は漢学塾を開いて教育に携わった。
旧姓は塩山（鹽山）。幼名は礼吉（禮吉）、長じて通称を玄蕃または玄吾とした。初名は義質、字は文礼（文禮）または文苞、諱は繋（つなぐ）、号は雲外（雲烟外史または雲煙外史）。

## 来歴
天保2年4月28日（グレゴリオ暦1831年5月28日）、医師であった塩山善四郎（全齋）の長男として、京都三条に生まれた。1845年（弘化2年）、数え14で山本亡羊の門下生となって漢詩や歴史を学んだ。江戸にあった昌平坂学問所への遊学を望んだが、病弱であることを理由に父母から反対され、引き続き京都にとどまって大橋長広や清水完和、梁川星巌、森田節斎といった当時在京の学者・歌人の下で学問を続けた。頼山陽にも私淑したという。やがて雲外は尊皇思想を広めることが自身の進む道であると考えるに至り、家督を弟に譲って貸家に住んだ。
このことを聞きつけた興正寺門主の本寂が1855年（安政元年）の正月に彼を招き、馬杉氏の家督を継ぐよう勧めた。雲外も本寂の博学ぶりや蔵書の多さに感銘を受け、馬杉を継ぐことを了承し本寂の近侍となった。この時期の医療への貢献として、当時まだ普及していなかった種痘の無料接種、また安政年間に京都で流行したコレラへの対策をまとめた『秋窓夜話』の執筆などが挙げられる。
一方で尊皇思想への傾倒は続いており、山城国内の天皇陵を実地検分してその修復を訴えるなどした。安政の大獄が起きると江戸幕府の姿勢に怒り、倒幕を志向するようになった。1863年（文久3年）の天誅組の変に際しては自家製造の硝石で弾薬を製造し、三浦梅之助という変名を使って自ら輸送するなど後方支援を行ったが、ほどなく天誅組は壊滅し雲外も翌1864年（元治元年）京都守護松平容保の兵によって捕らえられ投獄された。しかし長州藩の挙兵（禁門の変）が起きたことで雲外は興正寺預かりとなり、自宅軟禁となって明治維新を迎えた。
維新後は民部官聴訟司で判司事に就き、のち大蔵省に移るが職を辞し、東京上野の花園町に蓮水荘・温知塾を開いて後進の指導にあたった。著名な門下生としては根津嘉一郎、田代義徳、入沢達吉（漢詩人としての号は雲荘）などが挙げられる。天誅組に関わった顛末などは、門人にはほとんど語られなかったという。
1898年（明治31年）6月12日死去。墓地は染井霊園。1928年（昭和3年）11月に従五位が贈位された。

## 家族
興正寺門主の家臣であった中村洪遠の妹・八十子との間に4男2女をもうけた。次男から四男は夭折。
- 長女：操江 - 上賀茂神社祠官の養女となる。
- 長男：虔 - 地方裁判所・控訴院の判事を歴任。
- 次女：貞子 - 画家として青琴という号で知られた[22]が、明治43年（1910年）に死去、享年36[23]。

## 著書
- 『秋窓夜話』安政6年（京都大学貴重資料デジタルアーカイブ）
- 『英烈遺事』1875年（明治8年）巻上 NDLJP:777486、巻下 NDLJP:777487
  - 藤田東湖、吉田松陰、梅田雲浜、頼三樹三郎、堀利煕、大橋訥庵、平野国臣、高杉晋作、久坂玄瑞、松本奎堂、藤本鉄石、伴林光平の12人に関する伝記。
- 『續日本外史』頼又二郎閲 1880年（明治13年）10巻 NDLJP:772901
  - 頼山陽の『日本外史』上梓以降の時期をまとめた歴史書。
- 『国史綱鑑』1879年（明治12年） 20巻 NDLJP:769306
  - 神武天皇から後亀山天皇の時代までを漢文で記した歴史書。
- 『周清外史』1881年（明治14年） 22巻 NDLJP:775417
  - 周から清までの中国史を、『日本外史』の記述に倣ってまとめた歴史書。
- 『雲外余彩』1929年（昭和4年）乾[24] 坤[19]
  - 雲外の没後にその著作を長男・虔がまとめたもの。